# Neferefra
Neferefra - Isi, o Neferefra, fue un faraón de la Dinastía V de Egipto de c. de 2456 a 2449 a. C.. 
Hijo de Neferirkara y Jentkaus II. Hermano de Nyuserra-Iny
Reseñado en la Lista Real de Abidos como Neferefra y en la Lista Real de Saqqara como Janeferra. Manetón le llama Keres, según Julio Africano, y le atribuye veinte años de reinado.

## Construcciones de su época
- El complejo de la pirámide en Abusir compuesto únicamente por el Templo Funerario y la denominada "Pirámide inacabada", una gran mastaba.

En la sala hipóstila del templo, con columnas de capitel en forma de loto y techo decorado con estrellas, se encontraron fragmentos de estatuas de Neferefra, figuras de madera y de diorita, y barcos de madera, además el templo disponía de almacenes donde fueron encontrados muchos papiros. 
En la pirámide se descubrieron fragmentos del sarcófago, cuatro vasos canopos y vasijas de alabastro, además de restos de una momia.
- Ordenó construir un Templo Solar, Hetep-Ra, pero no se han encontrado sus restos.

## Titulatura
| Titulatura | Jeroglífico | Transliteración (transcripción) - traducción - (referencias) |

| G5 |

| G5 |

| F35 | N28 | G43 |

| F35 | N28 | G43 |

| F35 | N28 | G43 |

| F35 | N28 | G43 |

| G5 |

| G5 |

| F35 | N28 | G43 |

| F35 | N28 | G43 |

| F35 | N28 | G43 |

| F35 | N28 | G43 |

| G16 |

| G16 |

| nfr | m |

| nfr | m |

| G16 |

| G16 |

| nfr | m |

| nfr | m |

| G8 |

| G8 |

| \| \| | nfr · G7 · nbw |
|       |                |

|  |

| \| \| | nfr · G7 · nbw |
|       |                |

|  |

| G8 |

| G8 |

| \| \| | nfr · G7 · nbw |
|       |                |

|  |

| \| \| | nfr · G7 · nbw |
|       |                |

|  |

| N5 | nfr | f |

| N5 | nfr | f |

| N5 | nfr | f |

| N5 | nfr | f |

| N5 | nfr | f |

| N5 | nfr | f |

| N5 | nfr | f |

| N5 | nfr | f |

| N5 | nfr | f |

| N5 | nfr | f |

| N5 | nfr | f |

| N5 | nfr | f |

| N5 | nfr | f |

| N5 | nfr | f |

| N5 | nfr | f |

| N5 | nfr | f |

| N5 | N28 | F35 |

| N5 | N28 | F35 |

| N5 | N28 | F35 |

| N5 | N28 | F35 |

| N5 | N28 | F35 |

| N5 | N28 | F35 |

| N5 | N28 | F35 |

| N5 | N28 | F35 |

| N5 | N28 | F35 |

| N5 | N28 | F35 |

| N5 | N28 | F35 |

| N5 | N28 | F35 |

| N5 | N28 | F35 |

| N5 | N28 | F35 |

| N5 | N28 | F35 |

| N5 | N28 | F35 |

| i | z | i |

| i | z | i |

| i | z | i |

| i | z | i |

| i | z | i |

| i | z | i |

| i | z | i |

| i | z | i |

| i | z | i |

| i | z | i |

| i | z | i |

| i | z | i |

| i | z | i |

| i | z | i |

| i | z | i |

| i | z | i |